# Djamila Ribeiro
Djamila Taís Ribeiro dos Santos (São Paulo: 1 de agosto de 1980 é uma professora, filósofa, escritora e ativista do movimento negro no Brasil e internacionalmente, com forte presença nas redes sociais. Escreve semanalmente no jornal Folha de S. Paulo e já foi colunista da revista Carta Capital. Em 2023, foi laureada com o Prêmio Franco Alemão de Direitos Humanos e, no mesmo ano, foi a primeira brasileira a falar no Dia em Memória da Abolição da Escravidão e o Comércio Transatlântico de Escravizados, na Assembleia Geral das Nações Unidas. Em 2021, ela recebeu o prêmio Global Good no BET Awards, tornando-se a primeira brasileira a ser homenageada nesta categoria. Ela também foi incluída na lista da BBC das 100 mulheres mais influentes e inspiradoras do mundo. Ainda, desde 2022, ocupa a cadeira número 28 da Academia Paulista de Letras. 
Ribeiro tem presença ativa no mercado editorial; seus livros já venderam mais de 1 milhão de cópias e é coordenadora do Sueli Carneiro e da Coleção Feminismos Plurais. Seus livros foram traduzidos para diversos países, como Itália, França e Estados Unidos.  
Em 2022, fundou o Espaço Feminismos Plurais, instituto sem fins lucrativos em São Paulo, que oferece uma gama de serviços gratuitos para mulheres. Em 2024, foi professora convidada para lecionar durante um semestre da New York University (NYU). 

## Biografia
Djamila Ribeiro é a caçula das quatro crianças de Joaquim José Ribeiro dos Santos e Erani Benedita dos Santos Ribeiro. O pai era estivador, ativista do movimento negro e um dos fundadores do Partido Comunista (PC) na Baixada Santista.  Sua mãe trabalhava como empregada doméstica e foi quem a iniciou no Candomblé, quando tinha 8 anos. O seu nome significa “beleza” em swahili, língua falada no leste da África. Seu pai foi quem escolheu os nomes das filhas, Djamila e Dara, sendo inspirado por edições do Jornegro, um jornal pertencente à militância negra. Anos depois, ela escolheria do mesmo jornal o nome da sua filha, Thulane, que significa "a pacífica" em suaíli.
Djamila conviveu muito de sua infância com a avó Antônia. Ela também era do Candomblé e atuava como benzedeira. É considerada pela filósofa como a figura responsável por seu caminho espiritual. A avó faleceu em 1993, quando Djamila tinha 13 anos. O relacionamento de afeto inspirou a autora a direcionar seu livro mais autobiográfico a ela, em “Cartas para minha avó”.
Iniciou o contato com a militância ainda na infância. Uma das grandes influências foi o pai, um homem que, mesmo com pouco estudo formal, era culto. Aos 19 anos se envolveu com a Casa da Cultura da Mulher Negra, uma organização não governamental santista, fundada por Alzira Rufino, que passou a ser referência feminista para Djamila.
Joaquim e Erani se separaram durante a adolescência de Djamila. Durante esse período, enquanto a mãe lutava contra o câncer pela segunda vez, Djamila foi trabalhar numa barraca de pastel para ajudar nas despesas da casa, apesar da resistências do pais. Logo em seguida, passou no curso de Jornalismo em uma universidade privada e passou a trabalhar como assistente de limpeza em uma empresa para pagar o curso. 
Em maio de 2001, sua mãe faleceu por decorrência do câncer no rim, quando Djamila tinha 20 anos. No ano seguinte, seu pai foi diagnosticado com mieloma múltiplo, uma espécie de câncer de medula que não tem cura, e faleceu quando ela tinha 21 anos.
Nos anos que se seguiram, Djamila estudou jornalismo até engravidar de Thulane, aos 24 anos, quando abandonou a faculdade para se dedicar à família. Retomou os estudos sob protestos do esposo e de outros familiares, pois ela deixava a filha de 3 anos em escolinha em período integral para fazer a faculdade em Guarulhos, a três horas de distância de Santos. Graduou-se em Filosofia pela Escola de Filosofia, Letras e Ciências Humanas da Universidade Federal de São Paulo em 2012, e tornou-se mestra em Filosofia Política na mesma instituição, em 2015, com ênfase em teoria feminista.
Djamila começou a escrever no Blogueiras Negras, portal que discute assuntos caros às feministas negras na internet. Em 2014, deu uma entrevista a respeito do projeto para o jornalista Pedro Bial, no programa Na Moral, e ganhou visibilidade nacional. Passa a utilizar a internet como plataforma para discutir feminismo negro, racismo e filosofia com grande apelo ao público brasileiro. Foi colunista online da CartaCapital e Revista AzMina ao mesmo tempo que fortalecia sua presença no ambiente digital. Acredita que é importante apropriar a internet como uma ferramenta na militância das mulheres negras, já que, segundo Djamila, a "mídia hegemônica" costuma invisibilizá-las.
Escreveu o prefácio do livro Mulheres, Raça e Classe da filósofa negra e feminista Angela Davis, obra inédita no Brasil, e que foi traduzida e lançada em setembro de 2015. Participa constantemente de eventos, documentários e outras ações que envolvam debates de raça e gênero.
Em maio de 2016, foi nomeada secretária-adjunta de Direitos Humanos e Cidadania da cidade de São Paulo durante a gestão do prefeito Fernando Haddad.
Em 2017, apresentou-se no programa de televisão Entrevista, no Canal Futura, e se tornou a mentora intelectual (junto com a filósofa Márcia Tiburi) de um grupo de atrizes, diretoras e roteiristas da TV Globo, interessadas em estudar as bases do feminismo. Neste ano, também termina seu relacionamento de 13 anos.

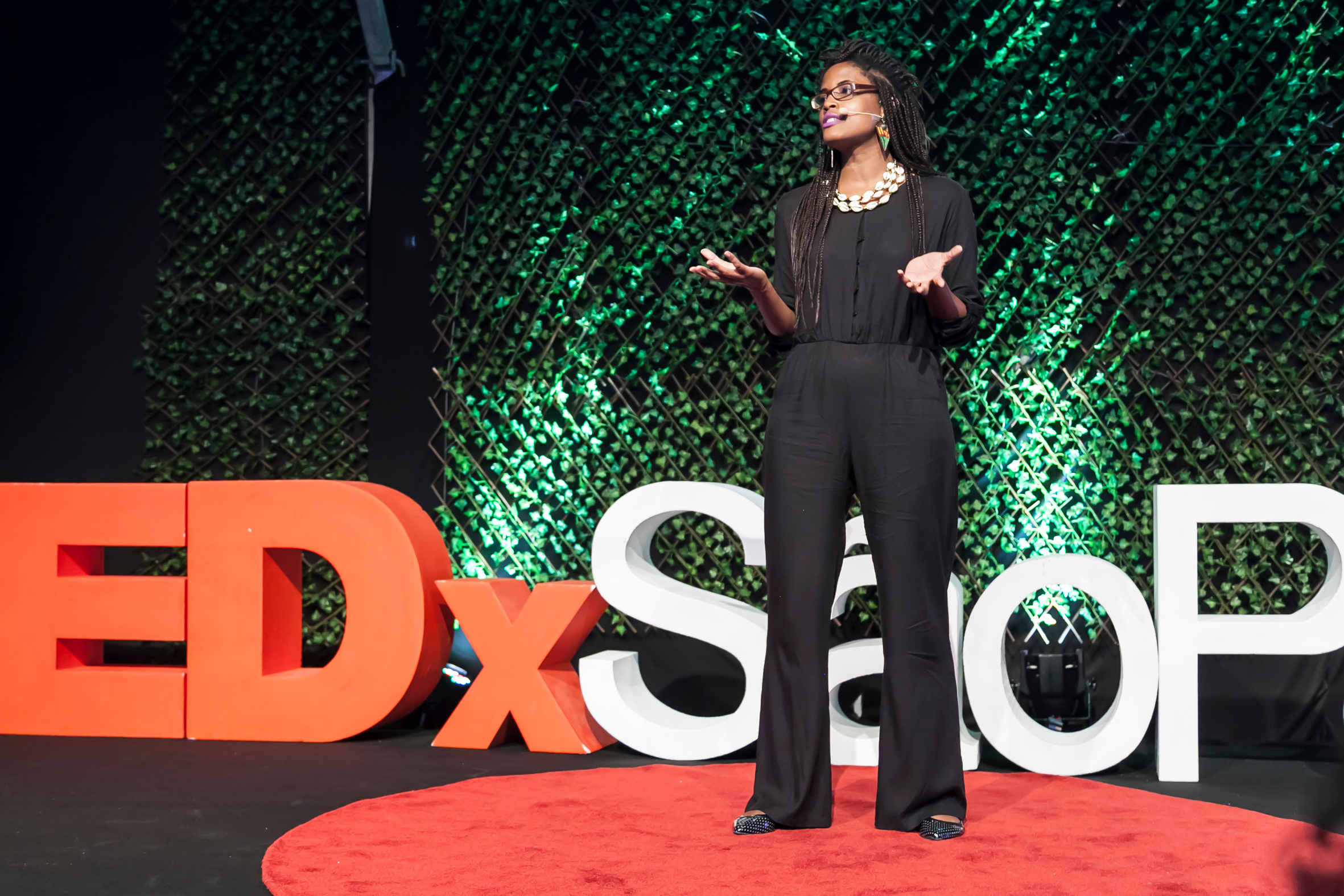
Apresentação no TedX São Paulo

Publica seu primeiro livro de sucesso nacional "O que é lugar de fala?" pela editora Letramento, em 2017, estreando a coleção Feminismos Plurais, da qual é coordenadora.  A obra foi finalista do Prêmio Jabuti 2018 na categoria Humanidades. Deu a palestra “Precisamos romper com os silêncios” no TEDX São Paulo em 2017 falando sobre inclusão social e justiça.
Em 2018, torna-se membro do Conselho Deliberativo do Instituto Vladimir Herzog. Entre 7 e 14 de outubro daquele ano, visitou a Noruega a convite do governo Norueguês para conhecer as políticas de equidade de gênero do país.
Em 2018, a ensaísta prolífica Djamila Ribeiro foi um dos 51 autores, oriundos de 25 países, convidados para contribuir para Os papéis da liberdade ("The Freedom Papers"). Ao longo de sua trajetória, recebeu algumas premiações, como Trip Transformadores, em 2017, Melhor colunista no Troféu Mulher Imprensa, em 2018, e Prêmio Dandara dos Palmares.
"Quem tem medo do feminismo negro?" é seu segundo livro, que foi publicado pela Companhia das Letras.
Foi escolhida como “Personalidade do Amanhã” pelo governo francês em 2019. Djamila foi capa da Revista Gol, Revista Claudia, colunista da Carta Capital e Revista Elle Brasil. Em 2019, publica "Pequeno Manual Antirracista" também pela editora Companhia das Letras, e "Lugar de Fala" pela Pólen, e faz 174 eventos pelo país falando sobre questões de gênero e raça.
Fez consultoria de conteúdo para a marca Avon, para a Rede Globo de Televisão no programa Amor e Sexo, entre outras empresas e instituições. É idealizadora e coordenadora do Selo Sueli Carneiro.
Foi capa da “Mulheres de Sucesso” da Forbes Brasil, em fevereiro de 2021.
Em 2021, publica um livro com histórias de sua vida, intitulado “Cartas para minha avó", pela Companhia das Letras.
Foi eleita para a Academia Paulista de Letras, em maio de 2022, por votação expressiva. Ocupa a cadeira de número 28, posto antes ocupado pela escritora Lygia Fagundes Telles, que faleceu em 3 abril de 2022 aos 98 anos.

## Vida acadêmica
Djamila Ribeiro concluiu sua graduação em Filosofia na Escola de Filosofia, Letras e Ciências Humanas da Unifesp, em 2012, e obteve seu mestrado em Filosofia Política na mesma instituição em 2015, focando em teoria feminista. Desde 2020, ela faz parte do corpo docente do curso de Jornalismo na Pontifícia Universidade Católica de São Paulo (PUC-SP). Antes de se dedicar à Filosofia, Djamila iniciou um curso de jornalismo, que interrompeu em 2005. Atualmente, ela também contribui como colunista para a Folha de S. Paulo e já escreveu para a Carta Capital, Blogueiras Negras e Revista AzMina, além de coordenar a coleção Feminismos Plurais.

Fundou o Selo Sueli Carneiro, dedicado à publicação de livros de autores negros a preços acessíveis. Como coordenadora da plataforma Feminismos Plurais, ela promove o ensino de temas críticos para a sociedade brasileira. Em 2022, Djamila desenvolveu e ministrou o curso gratuito "Jornalismo Contra-Hegemônico: reflexões para um novo presente" no YouTube, uma iniciativa realizada em parceria com o YouTube Brasil, Associação Brasileira de Jornalismo Investigativo (Abraji), Feminismos Plurais e a produção executiva da Casé Fala. O curso inclui dez episódios".

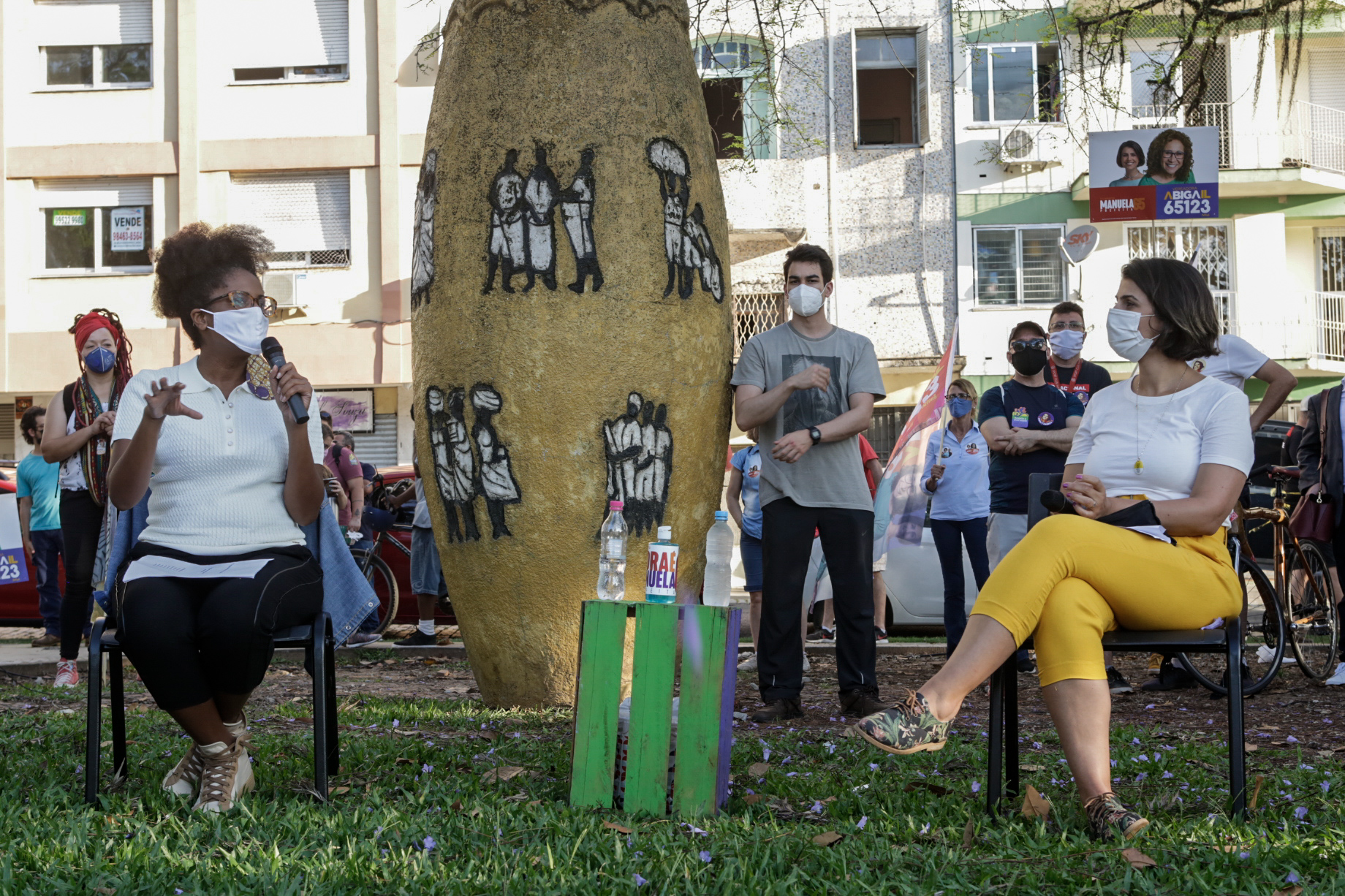
Djamila Ribeiro participa de assinatura de pacto antirracista pela candidata Manuela D´Ávila, na Praça do Tambor, em Porto Alegre

## Vida política
Djamila Ribeiro pode ser considerada como uma intelectual negra, feminista e antirracista.
Em maio de 2016, foi nomeada secretária-adjunta de Direitos Humanos e Cidadania da cidade de São Paulo durante a gestão do prefeito Fernando Haddad. Além disso, foi convidada, em 2020, para ser vice na chapa de Jilmar Tatto (PT) à Prefeitura de São Paulo, tendo, contudo, recusado o convite. Declarou apoio à candidata do PCdoB à Prefeitura de Porto Alegre, Manuela d’Ávila, em 2020. Em 2022, na abertura da temporada do programa Provoca, da TV Cultura, apresentado por Marcelo Tas, a escritora verbalizou que não sentaria para conversar com pessoas ligadas ao Bolsonarismo, tendo em vista a representação dessa administração.

## Obra e pensamento

### O que é lugar de fala?
Lançado em 2017, o livro tem como objetivo desmistificar o conceito de lugar de fala e contextualiza o indivíduo tido como universal numa sociedade cis-heteropatriarcal eurocentrada, para que seja possível identificarmos as diversas vivências específicas e, assim, diferenciar os discursos de acordo com a posição social de onde se fala. Discorre sobre o lugar de fala da mulher negra que foi muito silenciada, especialmente diante de pautas feministas (universalizantes). Desmistifica o conceito de lugar de fala, identificando as diversas vivências que permitem diferenciar os discursos de acordo com a posição social de onde se fala.

### Quem tem medo do feminismo negro?
O livro reúne um ensaio autobiográfico da autora, além de artigos publicados no blog da revista Carta Capital. Inicialmente, a autora narra o processo de silenciamento e apagamento pelos quais passou durante sua infância e adolescência até conhecer autoras que a fizeram ter orgulho de suas raízes. A obra traça diálogos com autoras como Chiamanda Ngozi Adichie, Bell Hooks, Sueli Carneiro, Alice Walker, Toni Morrison e Conceição Evaristo. A partir da interlocução com tais autoras, apresenta conceitos como empoderamento feminino e interseccionalidade, além de abordar temas como políticas de cotas raciais, e as origens do feminismo negro no Brasil e nos Estados Unidos.

### Pequeno manual antirracista
A obra trata de temas que servem para o aprofundamento da percepção acerca de discriminações racistas estruturais e enraizadas, possibilitando sua contribuição para a transformação da sociedade, a partir do privilégio conferido a cada um. Em onze capítulos, apresenta, de maneira didática, estratégias para buscar a eliminação o racismo contra pessoas negras, além de outras formas de opressão.

### Cartas para minha avó
A obra "Cartas para minha avó" é a mais pessoal e revive momentos de sua infância e adolescência para discutir a ancestralidade negra e os desafios de criar filhos numa sociedade racista. Djamila aborda também temas como relacionamentos amorosos e experiências profissionais, que contribuíram para sua construção pessoal, além da percepção da importância das lutas e conquistas das pessoas negras que vieram antes para o incentivo a lutas atuais.

## Coleção feminismos plurais
Djamila Riberio coordena a coleção Feminismos Plurais, que nasceu na Editora Letramento e foi iniciada com seu livro" Lugar de Fala", em 2017. O objetivo da série, que é uma parceria entre autores e editoras, é tratar de temas complexos com linguagem e preço acessíveis, e já ultrapassou a marca de 100 mil livros vendidos no Brasil.  Em seguida, foram publicados pelo Selo O que é empoderamento?, de Joice Berth, e Racismo estrutural, de Silvio Almeida. O que é racismo recreativo?, de Adilson Moreira, Interseccionalidade, de Carla Akotirene, e Encarceramento em massa, de Juliana Borges. Em 2019, os seis primeiros livros foram relançados pela Editora Pólen. Possui diversas obras da coleção.

## Ensino
Ministrou aulas sobre feminismo para um grupo de atrizes e diretoras da TV Globo na residência de Camila Pitanga, no Rio de Janeiro. Além disso, prestou consultoria para programas da emissora, incluindo 'Amor & Sexo', apresentado por Fernanda Lima, e 'Saia Justa', do GNT.

## Notoriedade e prêmios
Ao longo de sua trajetória, Djamila Ribeiro recebeu diversas premiações e reconhecimentos por seu trabalho como escritora, ativista e pensadora. A obra de Djamila Ribeiro é relevante e notória por sua contribuição significativa para o debate público sobre questões de gênero, raça e desigualdade social no Brasil e questões correlatas.  Como escritora, ativista e pensadora, suas obras têm sido fundamentais para promover a conscientização sobre o racismo, o sexismo e outras formas de opressão, além de oferecer ferramentas práticas para a luta por justiça social e equidade.
Alguns dos prêmios e indicações incluem:
- Prêmio Trip Transformadores, em 2017.[32]

- Prêmio Dandara dos Palmares, em 2017.[34]

- Melhor colunista no Troféu Mulher Imprensa, em 2018.[33]

- Indicação ao Prêmio Jabuti, em 2018, na categoria Humanidades, pelo livro "O que é Lugar de fala?".[27]

- Prêmio Prince Claus, em 2019, na categoria Filosofia, concedido pelo Ministério das Relações Exteriores da Holanda.[73]

- Reconhecimento como "Personalidade do Amanhã" pelo governo francês, em 2019.[36]

- Prêmio Jabuti, em 2020, na categoria Ensaios, pelo livro "Pequeno Manual Antirracista".[74]

- Premiação Sim à Igualdade Racial, em 2020, na categoria Raça em Pauta.[75]

- Laureada no BET Awards, em 2021, na categoria Global Good, tornando-se a primeira pessoa brasileira a receber este reconhecimento.[76]

- Inclusão na lista da BBC das 100 mulheres mais influentes e inspiradoras do mundo.[77]

- Eleição para a Academia Paulista de Letras, em maio de 2022, ocupando a 28ª cadeira.[78]

- Reconhecimento com o Prêmio Franco-Alemão de Direitos Humanos e do Estado de Direito, em 2022, atribuído pelos Ministros das Relações Exteriores da França e da Alemanha.[79]

Esses prêmios e reconhecimentos destacam o impacto significativo de seu trabalho e sua influência tanto nacional quanto internacionalmente.